# FFH-Gebiet Wehrau und Mühlenau
Das FFH-Gebiet Wehrau und Mühlenau ist ein NATURA 2000-Schutzgebiet in Schleswig-Holstein im Kreis Rendsburg-Eckernförde in den Gemeinden Osterrönfeld, Schülldorf, Emkendorf, Rade b. Rendsburg, Schacht-Audorf, Groß Vollstedt und Warder. Es liegt vorwiegend in der Landschaft Westensee (Landschafts-ID 70210), aber im Norden bei Osterrönfeld auch in der Holsteinischen Vorgeest (Landschafts-ID 69801), die beide vom Bundesamt für Naturschutz (BfN) als Landschaft von geringer naturschutzfachlicher Bedeutung bewertet werden. Während der Oberlauf der Mühlenau der Naturräumlichen Großregion 2. Ordnung Schleswig-Holsteinisches Hügelland zuzuordnen ist, gehört die Holsteinische Vorgeest zur Schleswig-Holsteinischen Geest.
Das FFH-Gebiet erstreckt sich auf einer Länge von 15,5 Kilometer vom Beginn der Mühlenau als Abfluss des Wardersees beim Ortsteil Seehof der Gemeinde Warder im Süden bis zum Eintritt der Wehrau in den Nord-Ostsee-Kanal bei Osterrönfeld im Norden. Es hat eine Fläche von 246 Hektar. Die höchste Erhebung im FFH-Gebiet liegt mit 24 Meter über Normalhöhennull (NHN) in Seehof, der niedrigste Punkt ist der Eintritt der Wehrau in den Nord-Ostsee-Kanal bei Osterrönfeld mit 1 Meter über NHN. Das Wassereinzugsgebiet von Mühlen- und Wehrau hat eine Größe von 150 Quadratkilometern.
Das FFH-Gebiet liegt auf Endmoränen des Weichsel-Komplexes mit Niedermooren über sandigen Ablagerungen. Es besteht zu gut drei Vierteln aus der Lebensraumklasse Feuchtes und mesophiles Grünland. Nur acht Prozent besteht aus Binnengewässern, der Rest sind Moor- und Sumpfgebiete, siehe Diagramm 1.
Das FFH-Gebiet befindet sich überwiegend im Privatbesitz. Daneben sind der Bund, das Land Schleswig-Holstein, die anliegenden Gemeinden, die verschiedenen Wasser- und Bodenverbände, sowie die Schleswig-Holsteinischen Landesforsten A.ö.R. Haupteigentümer.

## FFH-Gebietsgeschichte und Naturschutzumgebung
Der NATURA 2000-Standard-Datenbogen (SDB) für dieses FFH-Gebiet wurde im Juni 2004 vom Landesamt für Landwirtschaft, Umwelt und ländliche Räume (LLUR) des Landes Schleswig-Holstein erstellt, im September 2004 als Gebiet von gemeinschaftlicher Bedeutung (GGB) vorgeschlagen, im November 2007 von der EU als GGB bestätigt und im Januar 2010 national nach § 32 Absatz 2 bis 4 BNatSchG in Verbindung mit § 23 LNatSchG als besonderes Erhaltungsgebiet (BEG) bestätigt. Der SDB wurde zuletzt im Mai 2019 aktualisiert. Der Managementplan für das FFH-Gebiet wurde am 20. Dezember 2017 veröffentlicht. Dieser bezieht sich nicht auf die Flächen der Schleswig-Holsteinischen Landesforsten.
Am Oberlauf des Reidsbeks durchquert das FFH-Gebiet das am 22. September 1952 gegründete Naturschutzgebiet Bokelholmer Fischteiche. Der Unterlauf des Linnebek, die Mühlenau und ein Teil des Reidsbeks als Teile des FFH-Gebietes liegen im Naturpark Westensee.
Am Unterlauf der Wehrau befindet sich am rechten Ufer gegenüber der Stampfmühle in Osterrönfeld ein archäologisches Bodendenkmal (Denkmalnummer aKD-ALSH-003406). Es handelt sich um die Reste einer Turmhügelburg.
Das FFH-Gebiet liegt fast vollständig in einem Schwerpunktraum des landesweiten Biotopverbundsystems und ist Teil der regionalen Schwerpunktbereiche Nummer 358, 362 und 363. Der Mündungsbereich der Wehrau bei Osterrönfeld ist Teil einer Hauptverbundachse.
Am Ursprung der Mühlenau befindet sich ein schutzwürdiges Geotop. Es ist das eiszeitliche Tunneltal Westensee - Borgdorfer See und Nebentäler.

## FFH-Erhaltungsgegenstand
Laut Standard-Datenbogen vom Mai 2019 sind folgende FFH-Lebensraumtypen (LRT) und Arten für das Gesamtgebiet als FFH-Erhaltungsgegenstände mit den entsprechenden Beurteilungen zum Erhaltungszustand der Umweltbehörde der Europäischen Union gemeldet worden (Gebräuchliche Kurzbezeichnung (BfN)): FFH-Lebensraumtypen nach Anhang I der EU-Richtlinie:
- 3150 Natürliche und naturnahe nährstoffreiche Stillgewässer mit Laichkraut oder Froschbiss-Gesellschaften (Gesamtbeurteilung C)[19]
- 3260 Fließgewässer mit flutender Wasservegetation (Gesamtbeurteilung C)[20]
- 6230* Artenreiche Borstgrasrasen (Gesamtbeurteilung C)[21]
- 6430 Feuchte Hochstaudenfluren (Gesamtbeurteilung C)[22]
- 7140 Übergangs- und Schwingrasenmoore (Gesamtbeurteilung C)[23]
- 9110 Hainsimsen-Buchenwälder (Gesamtbeurteilung C)[24]
- 9190 Alte bodensaure Eichenwälder auf Sandebenen mit Stieleiche (Gesamtbeurteilung C)[25]
- 91E0* Erlen-Eschen- und Weichholzauenwälder (Gesamtbeurteilung C)[26]

Arten gemäß Artikel 4 der Richtlinie 2009/147/EG und Anhang II der Richtlinie 92/43/EWG und diesbezügliche Beurteilung des Gebiets:
- 1149 Steinbeißer (Gesamtbeurteilung C)[28]
- 1096 Bachneunauge(Lampetra planeri) (Gesamtbeurteilung C)[29]
- 1355 Fischotter (Gesamtbeurteilung C)[30]
- 1016 Bauchige Windelschnecke (Gesamtbeurteilung C)[31]

Mit 29,2 Hektar sind nur knapp 12 Prozent der FFH-Gebietsfläche mit einem FFH-Lebensraumtyp bedeckt. Davon sind gut drei Viertel mit dem LRT 3260 Fließgewässer mit flutender Wasservegetation gefolgt von 1,5 Prozent Waldlebensraumtypen ausgezeichnet, siehe Diagramm 2. Alle Lebensraumtypen haben nur eine unbefriedigende Gesamtbeurteilung zugesprochen bekommen. Das Gleiche betrifft die im SDB erwähnten Arten.

## FFH-Erhaltungsziele
Aus den oben aufgeführten FFH-Erhaltungsgegenständen werden als FFH-Erhaltungsziele von besonderer Bedeutung die Erhaltung folgender Lebensraumtypen und Arten im FFH-Gebiet vom Ministerium für Energiewende, Landwirtschaft, Umwelt und ländliche Räume des Landes Schleswig-Holstein erklärt:
- 3260 Fließgewässer mit flutender Wasservegetation
- 6230* Artenreiche Borstgrasrasen
- 6430 Feuchte Hochstaudenfluren
- 91E0* Erlen-Eschen- und Weichholzauenwälder

Aus den oben aufgeführten FFH-Erhaltungsgegenständen werden als FFH-Erhaltungsziele von Bedeutung die Erhaltung folgender Lebensraumtypen und Arten im FFH-Gebiet vom Ministerium für Energiewende, Landwirtschaft, Umwelt und ländliche Räume des Landes Schleswig-Holstein erklärt:
- 3150 Natürliche und naturnahe nährstoffreiche Stillgewässer mit Laichkraut oder Froschbiss-Gesellschaften
- 7140 Übergangs- und Schwingrasenmoore
- 9110 Hainsimsen-Buchenwälder
- 9190 Alte bodensaure Eichenwälder auf Sandebenen mit Stieleiche
- 1016 Bauchige Windelschnecke
- 1096 Bachneunauge
- 1149 Steinbeißer

## Teilgebiete

### Seehof bis Katenstedt
Das FFH-Gebiet Wehrau und Mühlenau beginnt am Ausfluss des Wardersees am Westende des Sees. Der Ausfluss wird Mühlenau genannt. Nach knapp einem Kilometer mündet über ein Schöpfwerk die Fuhlenau als rechter Nebenfluss in die Mühlenau. Die Mühlenau unterquert bei Altmühlendorf die Bundesautobahn 7 und durchquert die unter Denkmalschutz stehende Wassermühle Altmühlendorf, die zur Stromerzeugung durch Wasserkraft dient. Nach Unterquerung der Landesstraße 48 fließt die Mühlenau westlich parallel zur Kreisstraße 41 nach Nordwesten.
Zu Beginn fließt die Mühlenau durch ein Sumpfgebiet mit Landröhricht, Bruch- und Auenwald und später auch durch feuchte Wiesen.
Neben dem Lebensraumtyp 3260 Fließgewässer mit flutender Wasservegetation für den Flusslauf sind in diesem Teilbereich nur bis zur Unterquerung der Autobahn vier weitere Lebensraumtypen kartiert. Unmittelbar am Ufer des Wardersees liegt die einzige 0,1 Hektar große Fläche mit 6230* Artenreiche Borstgrasrasen.  An vier Uferstreifen der Mühlenau gibt es 91E0* Erlen-Eschen- und Weichholzauenwälder, unmittelbar am Seeufer 7140 Übergangs- und  Schwingrasenmoore und an der Unterführung der Kreisstraße 36 wenige Quadratmeter 6430 Feuchte Hochstaudenfluren.

### Katenstedt bis Neumühlen
Die Mühlenau mäandert von Katenstedt westlich der Kreisstraße 41 nach Nordwesten entlang der Autobahn 7 bis nach Neumühlen zunächst durch feuchte Wiesen und teilweise von Gehölzstreifen gesäumte Ufer. Danach durchströmt sie ein größeres Waldgebiet der Schleswig-Holsteinischen Landesforsten, wobei das linke Ufer mit Landröhricht bestanden ist.
Im Teilgebiet befindet sich neben dem Lebensraumtyp 3260 Fließgewässer mit flutender Wasservegetation auf der Fläche der Mühlenau in Katenstedt zwischen der Straße Altmühlendorfer Weg und Auenweg am rechten Ufer der Mühlenau ein 400 Quadratmeter großer Lebensraum 91E0* Erlen-Eschen- und Weichholzauenwälder und in unmittelbarer Nähe am linken Ufer ein ebenso großes Areal mit 6430 Feuchte Hochstaudenfluren. Am Ende dieses Flussabschnittes liegt am linken Ufer noch ein 500 Quadratmeter großes Areal mit 91E0* Erlen-Eschen- und Weichholzauenwälder.

### Neumühlen bis Deckmoor

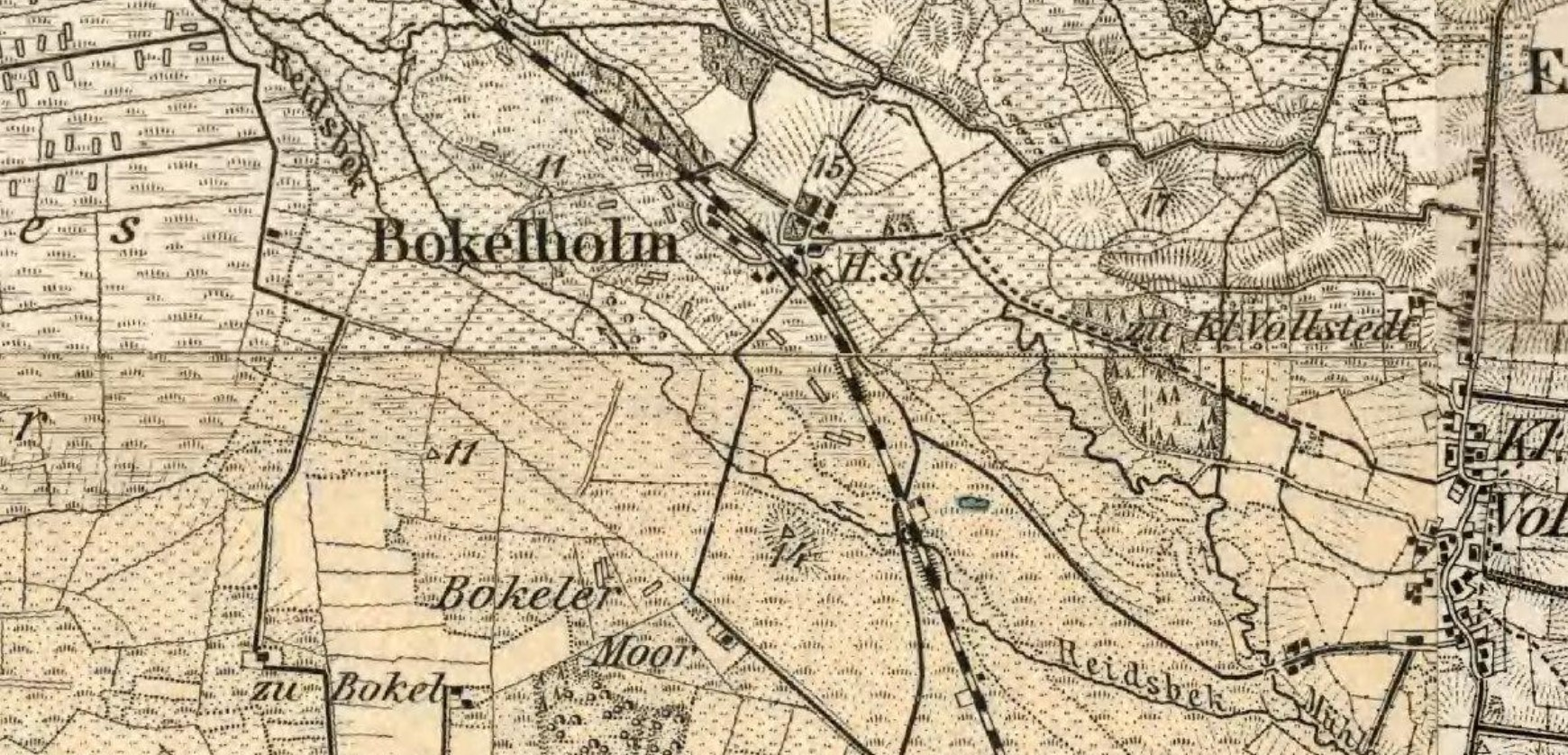
Bild 1; Reidsbek um 1893

In diesem Abschnitt zweigt 190 Meter südlich des Kleinvollstedter Ortsteils Neumühlen von der Mühlenau nach Westen der Reidsbek ab. Durch ein in der Höhe verstellbares Wehr in der Mühlenau können die Wassermengen für beide Gewässer geregelt werden. Beide vereinigen sich erst wieder nördlich der Siedlung Kamerun östlich des am 11. Februar 1953 gegründetem Landschaftsschutzgebiet Wildes Moor und bilden zusammen die Wehrau. Der Reidsbek durchquert das Naturschutzgebiet Bokelholmer Fischteiche. Die Fischteiche sind auf der Karte des Deutschen Reiches von 1893 noch nicht verzeichnet, siehe Bild 1. In diesem Gebietsabschnitt mäandert die Mühlenau naturnah zwischen dem Naturschutzgebiet Bokelholmer Fischteiche im Westen und der Autobahn 7 im Osten durch intensiv genutztes Grünland. Der Uferbereich ist zunächst mit Gehölz bestanden, das später in eine Uferstaudenflur übergeht.
Der Reidsbek durchfließt an ihrem Oberlauf zunächst intensiv genutztes Ackerland am linken und intensiv genutztes Grünland am rechten Ufer, wobei diese Flächen im Uferbereich durch schmale Gehölzstreifen vom Wasserlauf getrennt sind. Nach Eintritt in das Naturschutzgebiet Bokelholmer Fischteiche liegen am rechten Ufer Moorstadien und am linken Ufer Bruch- und Sumpfwald, der den Reidsbek vom großen Moorsee trennt. Das Wasser des Reidsbeks wird auch zur Wasserstandsregulierung in den Fischteichen genutzt.
Als mit Lebensraumtypen belegten Flächen ist neben den beiden Fließgewässern der Lebensraumtyp 7140 Übergangs- und Schwingrasenmoore als kleine Fläche am Westrand bei Neumühlen als Ausläufer des Bokelholmer Moores ausgezeichnet. Im weiteren Verlauf der Mühlenau bis zum Seekanal ist der Uferbereich mit dem Lebensraumtyp 6430 Feuchte Hochstaudenfluren bedeckt. Im Bereich des Reidsbeks ist kein weiterer Lebensraumtyp ausgewiesen.

### Am Deckmoor bis Timmerhorstgraben
Das Teilgebiet beginnt westlich eines Solarparks an der Bundesautobahn 7 im trocken gelegtem Deckmoor. Die Mühlenau verläuft dort geradeaus bis zur Landesstraße 255 und danach in einem Bogen nördlich um den Ehmkendorfer Ortsteil Bokelholm herum. Südlich dieses Ortes verläuft der Reidsbek. Die Mühlenau durchfließt bis zum Timmerhorstweg im Norden von Bokelholm intensiv genutzte Grünland- und Ackerflächen. Daran schließt sich am linken Ufer eine 1,6 Hektar große Waldfläche mit Bruchwald und mesophilem Buchenwald an. Der Reidsbek ist in diesem Abschnitt bis auf einen 350 Meter langen Streifen mit bodensaurem Wald in Höhe der Querung durch den Bahnhofsweg von intensiv genutzten Grünland- und Ackerflächen umgeben. Das Waldgebiet an der Wehrau ist mit den Lebensraumtypen 9110 Hainsimsen-Buchenwälder und 91E0* Erlen-Eschen- und Weichholzauenwälder kartiert, das Waldgebiet an der Reidsbek als 9190 Alte bodensaure Eichenwälder auf Sandebenen mit Stieleiche.

### Timmerhorstgraben bis Nördliche Verbindung Mühlenau-Reidsbek
Dieses Teilgebiet zeigt die drei Gewässer Mühlenau, Wehrau und Reidsbek. Die Mühlenau ändert nach der Unterquerung der Landesstraße 255 ihren Namen in Wehrau. Weiterhin gehört dazu ein 480 Meter langer schmaler Streifen entlang eines Grabens zwischen der Mühlenau im Süden und der Linnbek im Norden. Entlang des Reidsbeks und der Mühlenau nach der Unterquerung der Eisenbahnlinie Neumünster-Rendsburg reichen die intensiv genutzten Grünland- und Ackerflächen bis an deren Ufer. Vor der Unterquerung befindet sich an dem Ufern der Mühlenau Feucht- und Sumpfwald und an dem schmalen Streifen zur Linnbek auf der Westseite Bruchwald. In der Nähe des Timmerhorstgrabens finden sich die Lebensraumtypen 3260 Fließgewässer mit flutender Wasservegetation, 6430 Feuchte Hochstaudenfluren, 9110 Hainsimsen-Buchenwälder und 91E0* Erlen-Eschen- und Weichholzauenwälder.

### Nördliche Verbindung Mühlenau-Reidsbek bis Siedlung Heidkrug
Von der Verbindung von Mühlenau und Reidsbek zur Wehrau bis zum Bogen an der Siedlung Heidkrug grenzen die intensiv genutzten Grünland- und Ackerflächen bis unmittelbar an das Ufer der beiden Flüsse. Dadurch ist ein ungehinderter Eintrag von Nährstoffen in die Gewässer gegeben. Kurz vor der Siedlung Heidkrug verbreitert sich das FFH-Gebiet auf 200 Meter. Darin befindet sich ein Teich, der von einer ruderalen Gras- und Staudenflur umgeben ist. Die Wehrau ist als Fließgewässer mit flutender Vegetation der einzige Lebensraumtyp im Teilgebiet.

### Siedlung Heidkrug bis Siedlung Linntal
Südlich der Siedlung Heidkrug an der Bahnlinie Neumünster-Rendsburg macht die Wehrau einen Bogen nach Süden und dreht dann nach Norden. Dabei durchquert sie intensiv genutztes Weideland. Nach der Nordausrichtung tritt sie in ein Waldgebiet ein, dass zum Ufer der Wehrau hin mit Landröhricht bewachsen ist. Die Wehrau ist als Fließgewässer mit flutender Vegetation der einzige Lebensraumtyp im Teilgebiet.

### Siedlung Linntal bis Unterquerung der Bundesstraße 202

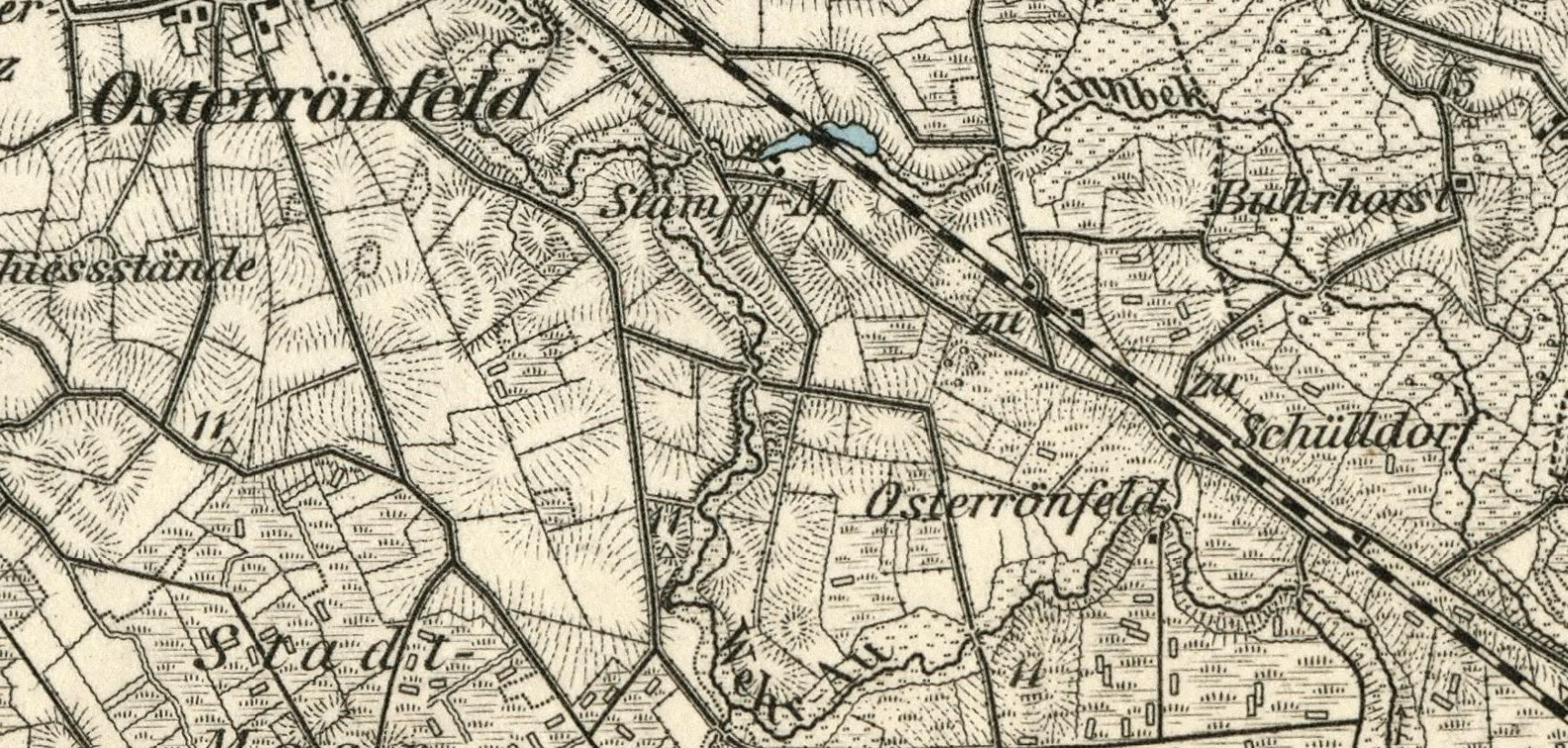
Bild 2: Mündung der Linnbek um 1893

Die Wehrau ist in diesem Teilgebiet in Windungen kanalisiert worden. Ende des neunzehnten Jahrhunderts mäanderte sie frei durch die Niederungslandschaft. Auf Höhe der Stampfmühle mündete die Linnbek nach dem Mühlenteich  in die Wehrau, siehe Bild 2. Durch den Bau des Bahndammes für die neue Rendsburger Hochbrücke über den Nord-Ostsee-Kanal wurde die Linnbek nach Norden verlegt und mündet jetzt nördlich des Bahndammes in die Wehrau.
Die Wehrau verlässt bei der Siedlung Linntal das Waldgebiet umgeben von Landröhricht und durchquert bis zur Bundesstraße 202 ein weitgehend intensiv genutztes artenarmes Weideland, das durch Knicks und Wallhecken begrenzt ist. Der einzige Lebensraumtyp im Teilgebiet ist die Wehrau als Fließgewässer mit flutender Vegetation.

### Unterquerung Bundesstraße 202 bis zur Mündung der Wehrau

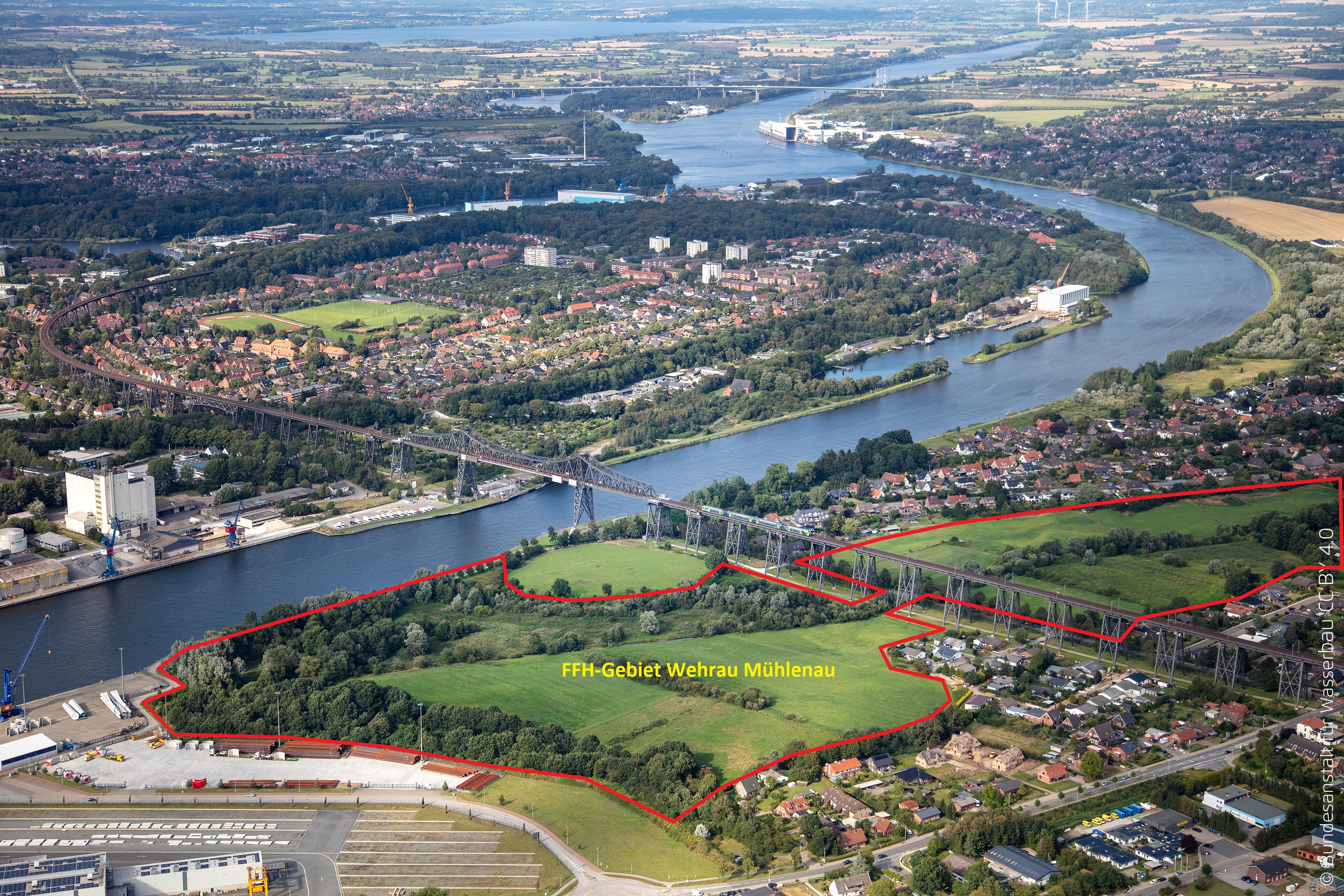
Mündungsgebiet der Wehrau

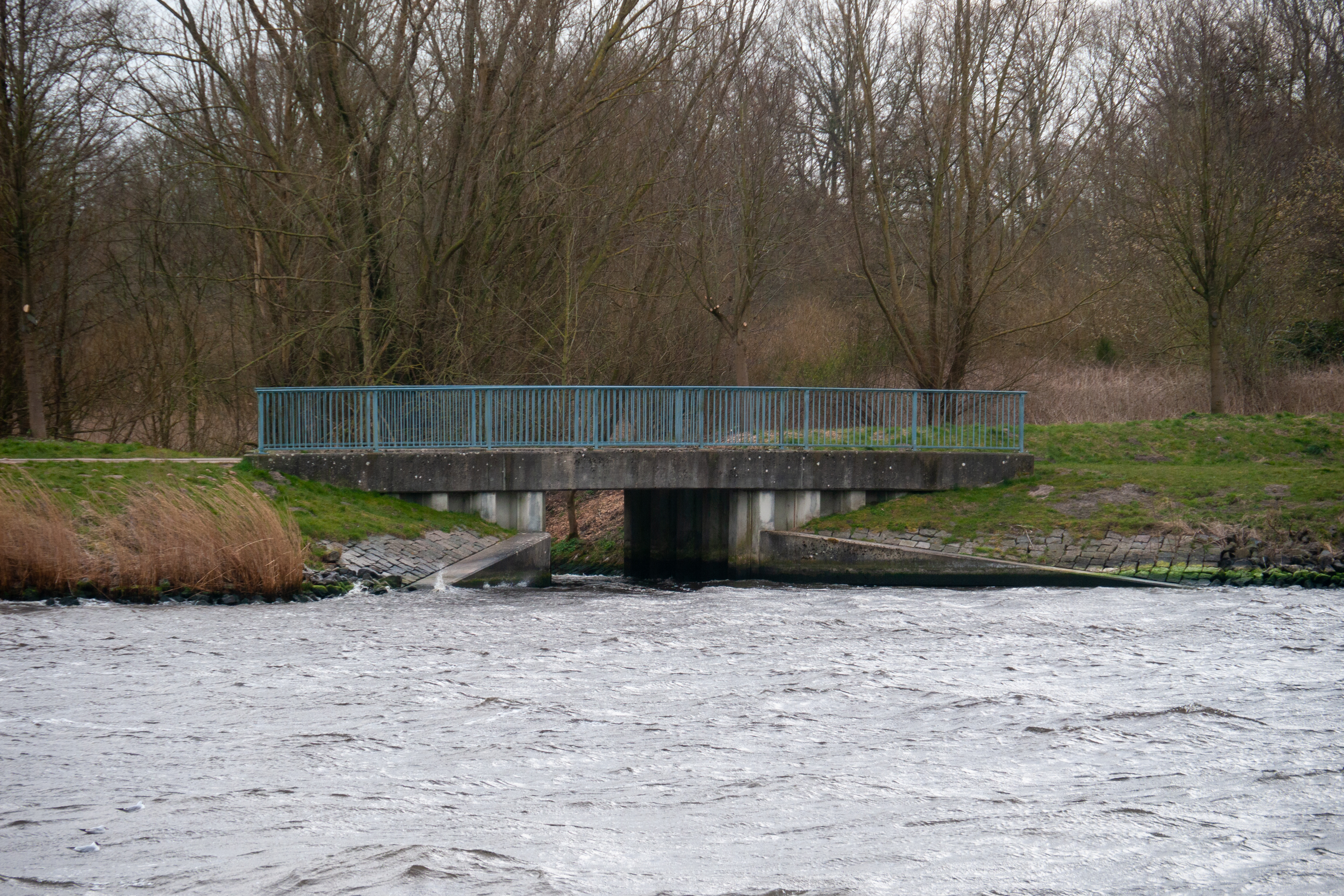
Mündung der Wehrau in den Nord-Ostsee-Kanal

Die Wehrau unterquert im Stadtgebiet von Osterrönfeld die Bundesstraße 202. Am Linken Flussufer befindet sich ein Kleingewässer, das von einem Bruchwald umgeben ist. Das FFH-Gebiet verengt sich jeweils an der Dorfstraße und An der Hochbrücke an der Wehrau auf Unterführungsbreite, um dahinter bis zum Nord-Ostsee-Kanal sich bis auf 460 Meter zu verbreitern. Dort befinden sich je zur Hälfte entlang der Gebietsgrenze als Biotoptypen Halbruderale Staudenfluren und artenarmes Intensivgrünland. Die einzige als Lebensraumtyp ausgewiesene Fläche ist ein 370 Meter langer eutropher See, der mit der Wehrau verbunden ist.

## FFH-Analyse und Bewertung
Das Kapitel FFH-Analyse und Bewertung im Managementplan beschäftigt sich unter anderem mit den aktuellen Gegebenheiten des FFH-Gebietes und den Hindernissen bei der Erhaltung und Weiterentwicklung der FFH-Lebensraumtypen. Die Ergebnisse fließen in den FFH-Maßnahmenkatalog ein.
Alle Lebensraumtypen im FFH-Gebiet werden im SDB (Stand Mai 2019) mit einer als unbefriedigend (C) benoteten Gesamtbeurteilung eingestuft. Nur 12 Prozent der Fläche ist einem Lebensraumtyp zugewiesen, siehe Diagramm 3. Unabhängig von der Gesamtbeurteilung ist der Erhaltungszustand einiger Lebensraumtypen und Arten im SDB teilweise mit gut (B) bewertet worden:
- 3260 Fließgewässer mit flutender Wasservegetation am  Oberlauf der Mühlenau nach der Unterquerung der Landesstraße 48 in Altmühlendorf[35] über Katenstedt[38] bis zum Eintritt des Seekanals südlich Bokelholm.[41]

- 1016 Bauchige Windelschnecke
- 1096 Bachneunauge
- 1149 Steinbeißer
- 1355 Fischotter

Für die vier Arten gibt es keine Daten, da sie im Gebiet selten vorkommen.
Neben den FFH-Erhaltungszielen sind für dieses FFH-Gebiet auch die Einhaltung der EU-Wasserrahmenrichtlinie (WRRL) von Bedeutung. Schleswig-Holstein erstellt für alle Gewässerkategorien Wasserkörpersteckbriefe. Der Wasserkörpersteckbrief für die Mühlenau / Wehrau (we_06_a Mühlenau) gibt als Ziel die Erreichung eines guten ökologischen und chemischen Zustands vor. Mit Stand 21. August 2021 mit Daten von 2018 wird der ökologische Zustand mit „unbefriedigend“ (4) und der chemische Zustand mit „nicht gut“ (3,4) eingestuft. Wird der zu hohe Quecksilbergehalt, der in Deutschland fast nirgendwo den zulässigen Wert unterschreitet, nicht berücksichtigt, verbessert sich der chemische Zustand auf „gut“ (1,2). Das Ziel eines guten ökologischen Zustands soll bis 2045 und der eines guten chemischen Zustandes bis nach 2045 erreicht werden.
Haupthindernisse für eine bessere ökologische Bewertung sind die fehlende Durchgängigkeit des Gewässers für Fische durch das Wasserkraftwerk Altmühlendorf, das Schöpfwerk der Fulenau, das Wehr zur Regulierung des Wasserstandes der Reidsbek, sowie Nährstoffeinträge durch diffuse Quellen aus der Landwirtschaft.
Der Fischotter kommt mittlerweile in fast ganz Schleswig-Holstein wieder vor. Die größte Gefahr geht von Wildunfällen mit Kraftfahrzeugen aus. Für den Fischotter stellen betonierte Straßenunterquerungen der Fließgewässer oft ein Hinderns dar, das er nur umgehen kann, indem er die Straße auf dem Landweg neben der Unterführung überquert. Stattet man die Unterführungen mit Querungshilfen aus, dann benutzt der Fischotter diesen kürzeren sicheren Weg. Deshalb sollten alle Fließgewässerunterführungen im FFH-Gebiet auf die Passierbarkeit für Fischotter geprüft und bei Bedarf mit Querungshilfen nachgerüstet werden.

## FFH-Maßnahmenkatalog
Der FFH-Maßnahmenkatalog im Managementplan führt neben den bereits durchgeführten Maßnahmen geplante Maßnahmen zur Erhaltung und Entwicklung der FFH-Lebensraumtypen im FFH-Gebiet an. Die für die Einhaltung des Verschlechterungsverbotes notwendigen Maßnahmen, sowie weitergehende Maßnahmen sind für die einzelnen Teilgebiete in Maßnahmenkarten beschrieben. Zusätzlich wurden alle Maßnahmenvorschläge in 49 Maßnahmenkarten zur Projektverfolgung schriftlich niedergelegt.

### Seehof bis Katenstedt
Am Beginn des FFH-Gebietes am Ausfluss der Mühlenau aus dem Wardersee bei Seehof wird der Erhalt der nutzungsfreien Flächen, der Erhalt des Übergangsmoores und die Pflege des seltenen Borstgrasrasens als notwendig angesehen.
Als weitergehende Maßnahmen wird in der ersten Flussschleife zwischen der Unterquerung der Kreisstraße 36 und der Bundesautobahn 7 durch die Stilllegung des Schöpfwerkes der Fuhlenau und die Extensivierung der Grünlandnutzung die Auenwaldentwicklung und die Durchgängigkeit für Fische aus dem Wardersee in die Fuhlenau ermöglicht. Durch die Stilllegung des Wasserkraftwerkes an der Hauptstraße in Altmühlendorf würde die Durchgängigkeit für Fische vom Wardersee in den Oberlauf der Mühlenau über Reidsbek und Wehrau in den Nord-Ostsee-Kanal ermöglicht.
Für den weiteren Verlauf durch das Waldgebiet bis Katenstedt wird als weitergehende Maßnahme die Extensivierung der Grünlandnutzung empfohlen.

### Katenstedt bis Neumühlen
Als notwendige Maßnahmen werden in diesem Teilgebiet der Erhalt der nutzungsfreien Ufer- und Niederungsbereiche angesehen. In Katenstedt gibt es einen kleinen Bereich im Uferbereich am Auenweg, wo der Erhalt der Uferstaudenflur und eine naturnahe Waldbewirtschaftung erfolgen sollte. Im Bereich der Schleswig-Holsteinischen Landesforsten gilt ein gesonderter Managementplan, der den Handlungsgrundsätzen für die Umsetzung von NATURA 2000 in den Schleswig-Holsteinischen Landesforsten folgt. Weiter flussabwärts nach dem Verlassen der Schleswig-Holsteinischen Landesforsten sollte eine Renaturierung des Wasserlaufes als weitergehende Maßnahme erfolgen.

### Neumühlen bis Deckmoor
Auf der ganzen Länge des Teilgebietes ist als notwendige Erhaltungsmaßnahme dafür Sorge zu tragen, dass die bereits bestehenden ungenutzten Uferbereiche und Staudenfluren erhalten bleiben. Beim Stauwehr hinter der Abzweigung der Reidsbek muss der derzeitige Wasserstand in der Mühlenau erhalten bleiben. Um das Ziel der Wasserrahmenrichtlinie einer Durchgängigkeit der Gewässer für Fische und andere Arten zu erreichen, müssen die Wehre in der Mühlenau und der Reidsbek beseitigt oder eine Umgehung gebaut werden. Die Problematik besteht darin, dass die Reidsbek auch zur Regulierung des Wasserstandes im Naturschutzgebiet Bokelholmer Fischteiche genutzt wird. Wünschenswerte wäre eine Extensivierung der bisher intensiv genutzten Grünlandflächen.
Bei Kilometer 72 der Bundesautobahn 7 grenzt die Mühlenau unmittel an deren Böschung. Ab hier sollte bis zum Ende des Teilgebietes am rechten Ufer ein Gehölzstreifen angelegt werden, wobei darauf zu achten ist, dass vorhandene Uferstaudenfluren in Ufernähe umgangen werden.
Kurz vor dem Ende des Teilgebietes ist die Mühlenau begradigt worden. Hier wäre eine Renaturierung als weitergehende Maßnahme wünschenswert.

### Am Deckmoor bis Timmerhorstgraben
Nördlich der Rendsburger Chaussee (Landesstraße 255) nordöstlich von Bokelholm ist die Teilgebietsbreite sehr gering. Hier können keine großflächigen Renaturierungsmaßnahmen erfolgen. Hier will man sich auf Maßnahmen im vorhandenen Flussbett beschränken. Dies kann das Einbringen von Totholz, größeren Steinen oder Kiesbetten als Laichhabitate für Forellen und Neunaugen sein oder Buhnen aus Holzpfählen zur Profilverengung sein. Wie schön südlich der Rendsburger Chaussee vorgeschlagen wird der Bau von Ufergehölzstreifen an Mühlenau und Reidsbek empfohlen. Wo intensiv genutzte Ackerflächen bis unmittelbar an das Flussufer gelangen sollten vor dem Ufergehölzstreifen ein Streifen Ackerland zu extensiv genutztem Grünland umgewandelt werden, um Nährstoffeinträge durch eindringendes Oberflächenwasser und Winderosion zu verringern.

### Timmerhorstgraben bis Nördliche Verbindung Mühlenau-Reidsbek
An der Reidsbek wird in Fortsetzung des vorherigen Teilgebietes die Anlage von Ufergehölzen an beiden Ufern bis zum Kamerungraben empfohlen, bei der Mühlenau ist dies bis kurz vor Unterquerung der Eisenbahnlinie Neumünster–Rendsburg der Fall. Im weiteren Verlauf am Zusammenfluss von Wehrau und Reidsbek und dahinter wird als weitergehende Maßnahme empfohlen, neben der Extensivierung des Grünlandes innerhalb und außerhalb des FFH-Gebietes durch Einbringung von Totholz und Kiesablagerungen dem Flussverlauf Gelegenheiten zu bietet, sich selbsttätig langsam hin zu einem natürlichen mäandrierenden Verlauf zu verändern.
Das Waldstück südlich der Mühlenau kurz vor deren Unterquerung der Eisenbahnlinie Neumünster–Rendsburg soll sich innerhalb und außerhalb des FFH-Gebietes als sonstige Maßnahme naturnah entwickeln können. Der dort westlich des Grabensystems zwischen Mühlenau und Linnbek vorhandene Wald muss jeder Nutzung entzogen bleiben.

### Nördliche Verbindung Mühlenau-Reidsbek bis Siedlung Heidkrug
Im weiteren Verlauf der Wehrau Richtung Norden verbreitert sich das FFH-Gebiet zwischen Wildem Moor und der Eisenbahnlinie Neumünster-Rendsburg. Hier wird als weitergehende Maßnahme die langfristige Förderung der Auenentwicklung empfohlen.

### Siedlung Heidkrug bis Siedlung Linntal
Wie schon im vorherigen Teilbereich der Wehrau bietet dieser Teilbereich durch seinen kurvenreichen Verlauf gute Voraussetzungen zur langfristigen Renaturierung hin zu einer typischen Auenlandschaft. An der großen Schleife südlich Linntal liegt am rechten Ufer eine geeignete Fläche zur Anpflanzung von Erlen und Eschen im Rahmen des Auenprogramms der Landesregierung.

### Siedlung Linntal bis Unterquerung der Bundesstraße 202
Die Förderung der Auenentwicklung sollte mit dem Beginn der Wohnbebauung an der Stampfmühle in Osterrönfeld enden. Der Erhalt der bisher ungenutzten Ufer- und Niederungsflächen ist für den Verlauf dieses Teilgebietes zu sichern. Die extensive Nutzung der Grünlandflächen ist im gesamten Verlauf zu fördern. Die Möglichkeit einer Renaturierung des Flussverlaufes endet an der Unterquerung der Eisenbahnlinie Neumünster–Rendsburg. Danach verhindert die an beiden Ufern vorhandene Wohnbebauung eine vollständige Renaturierung.

### Unterquerung Bundesstraße 202 bis zur Mündung der Wehrau
Im Mündungsbereich der Wehrau befinden sich größere Grünlandflächen und ungenutzte Niederungsflächen. Letztere sind zu erhalten und intensiv genutzte Grünlandflächen in extensive umzuwandeln. Im Teilgebiet befindet sich noch eine Ackerfläche, die in extensiv genutztes Grünland umgewandelt werden sollte. Im gesamten Teilbereich mit Wohnbebauung an den Teilgebietsgrenzen ist das Problem des widerrechtlichen Ablagerns von Gartenabfällen. Hierdurch besteht die Gefahr der Einbringung von Neophyten und Nährstoffen in das FFH-Gebiet.

## FFH-Erfolgskontrolle und Monitoring der Maßnahmen
Eine FFH-Erfolgskontrolle und Monitoring der Maßnahmen findet in Schleswig-Holstein alle 6 Jahre statt. Die Ergebnisse des letzten Monitorings wurden noch nicht veröffentlicht (Stand Mai 2022).